# TVB生活台
TVB生活台（英語：TVB Lifestyle）是香港電視廣播（國際）有限公司擁有的一條以播放娛樂及生活資訊節目為主的頻道。
當時，該頻道於2006年推出在香港。頻道的所有者和經營者是無綫收費電視擁有的一條以播放娛樂及生活資訊節目為主的頻道，由「無綫健康台」演化而成，其內容除包含部份健康台節目，也播放生活資訊節目。而過往的無綫健康台，主要播放健康資訊節目，後期加入飲食時尚節目。
本頻道前身為「TVB生活台」，而生活台的前身則為「無綫健康台」。健康台時期主要播放健康資訊節目，後期加入飲食時尚節目，於2006年演化並改名為生活台。

## 歷史與發展

### 健康台時期
2005年5月30日，為配合「銀河衛視exTV」易名「SuperSun 新電視」，本頻道以無綫健康台之名義正式開播。
2006年3月1日，「新電視」再次更名為「無綫收費電視」，無綫健康台改革整合為新「無綫八大收費電視頻道」作推廣，更改台徽，增加健康資訊節目及娛樂飲食節目。及後，2006年6月1日晚上8点，無綫健康台改名為無綫生活台。

### 生活台時期
在2006年初，無綫電視已計劃設立無綫生活台，並邀請曾志偉為生活台台長。同年3月1日，「SuperSun 新電視」易名「無綫收費電視」，並同時宣布建立無綫八大粵語頻道，包括以「無綫生活台」取代「無綫健康台」。
自公布成立生活台以後，無綫電視多次為此頻道宣傳，在2006年5月初宣布生活台將播放《志雲飯局》。
在2006年5月27日，藝員王喜攀登珠穆朗瑪峰，並為無綫生活台拍攝節目。5月31日端午節，無綫派出的龍舟隊以「無綫生活台」名義、取代多年以「無綫電視」的名義在沙田龍舟競渡出賽，當天出賽的健兒包括無綫生活台的主持，而電視廣播有限公司總經理陳志雲也到場支持。
2006年6月1日香港時間晚上8時開始在無綫收費電視第10頻道和now寬頻電視的無綫收費電視特選組合第810頻道播出，每日約有三小時首播時間，其餘時間重播當日或早一天的電視節目。
2013年4月1日，無綫網絡電視部分頻道號碼正式更改，其中該頻道將使用原有的第10頻道更改為現有的第2頻道。

### TVB生活台時期
2024年5月13日，TVB生活台在TVB Anywhere取代停播的海外版本的無綫財經 體育 資訊台。

## 播放節目
舊有無綫生活台節目包括健康資訊、娛樂飲食和生活時尚。平日播放節目包括《诡异档案》（逢星期六）、《潮遊珠三角》（逢星期一、二）、《潮遊泰國》（逢星期三、四）、《日本靚靚廚房》(逢星期三)、《同車生活》、《更上一層樓》（逢星期五）、與《全民開講》（逢星期四）、《星級廚房》及由TVBS-G製作，同時在無綫收費電視另一頻道TVBS-ASIA播放的節目《女人我最大》。另外重播無綫節目《世界那麼大》（逢星期一）。週六播放《志雲飯局》、《食遍中港台》、《百家講壇》、《超級星光大道》、《玄學天王08運程大預測》、《星級廚房精華》（週六篇），及重播無綫電視翡翠台劇。週日則播放《星級廚房精華》(週日篇)。
基於TVB為食台在2010年9月24日開播，原有播放的飲食節目全部轉往TVB為食台繼續播映。
在2013年9月28日更名為TVB Good Show台之後，星期六、日主力播放來自亞洲地區的綜藝節目，而星期一至五則會重播曾於翡翠台、J2台及明珠台的自製及外購旅遊和綜藝節目，以及前身無綫生活台的節目。另外，每逢星期五更會播放本地及各地的演藝盛事和頒獎典禮。

### 星級廚房（已轉往TVB為食台播映）
星級廚房多數時段（為星期一、三、五）都由周中師傅主持，並帶領星級主持烹調食物；而部份時段（為星期二、四）會由杉內馨（Kei）主持星級廚房，並帶領星級主持烹調食物；近期亦出現主題式星級廚房，例如由溏心風暴演員為主的「溏心風暴爭「鏟」升級版」。
已結束
- 瑞士天巒
- 愛玩客（第一至二輯）
- 型城大解構
- 去吧! 墨西哥!
- 叻哥遊世界
- 擺家樂
- 舊歡心愛
- 廉遊韓國
- 浪遊愛爾蘭
- 優遊天下
- 與星同行（第一至三輯）
- 走過浮華大地
- 走過浮華大地 亞洲篇
- 福井初體驗
- 流行天裁
- 大腳走天下
- 以諾遊蹤 - 關西.歲月的洗禮
- 流行速遞
- 設計之城
- 民峰學院
- 週末型樂遊
- 千奇百趣寵物營（日语：〜どうぶつ冒険バラエティ〜ワンダ!）（第一輯）
- 美眉向前行
- 流行別注
- 戀戀沖繩
- 爾巒品味意國
- 古都心動遊
- 塔斯曼尼亞的日與夜
- Woman 愛旅行（第一至二輯）
- 自游瘋
- 度身訂造旅行團
- 瀛風絕色
- 櫻紅醉了
- 世界正美麗
- 闖關孖寶
- 一筆OUT消
- 頂尖品味屋
- in生活
- 情迷越南
- 浪遊法國（France Walker）
- 小鎮風情
- 駕到沖繩
- 速遊達人（日语：週末のシンデレラ 世界!弾丸トラベラー）
- 得意寵物大檢閱（日语：ペット大行進! ど〜ぶつくん）
- 廉遊達人
- 流行盛典
- 印加古國秘魯行
- 深圳闖蕩
- 三個小生去旅行
- 志村動物園（第一至二輯）
- 關西風雨．晴
- 美利堅精華遊（第一季）
- 我要「玩」屋
- 杜德偉･巨星同學會
- 快樂地圖
- 紅葉瀛風
- DANCING 9（第一季）
- 型男設計（第五季）
- 非常·杜拜
- 驚奇大冒險（第一輯）
- 創意無疆界
- 後現代設計
- 瓹窿瓹罅遊東京（第一至三輯）
- 設計達人
- 生活品味（第一至二輯）
- 茜嘉團遊 印度的十日十夜
- 就是愛旅行
- 日本東北咁過祭
- 2014時尚年結
- 回鄉
- 浪遊捷克
- 寵物大本營VII
- 漫遊南美
- 薰衣美麗遊